# Przełęg (jezioro)
Przełęg – jezioro w woj. zachodniopomorskim, w powiecie szczecineckim, w gminie Borne Sulinowo, leżące na terenie Pojezierza Szczecineckiego.

## Dane morfometryczne
Powierzchnia zwierciadła wody jeziora wynosi 76,0 ha.
Zwierciadło wody położone jest na wysokości 141,3 m n.p.m..